# Вервје
Вервје (фр. Verviers) је општина у Белгији у региону Валонија у покрајини Лијеж. Према процени из 2007. у општини је живело 54.150 становника.

## Становништво
Према процени, у општини је 1. јануара 2015. живело 55.356 становника.
| 1984.  | 2000.  | 2010. | 2015. |
| ------ | ------ | ----- | ----- |
| 54.155 | 53.148 | 55253 | 55356 |